# Paul Hermann (Mediziner)
Paul Hermann (* 30. Juni 1646 in Halle (Saale); † 29. Januar 1695 in Leiden) war ein deutscher Mediziner und Pflanzensammler. Sein offizielles botanisches Autorenkürzel lautet „Herm.“.

## Leben und Wirken

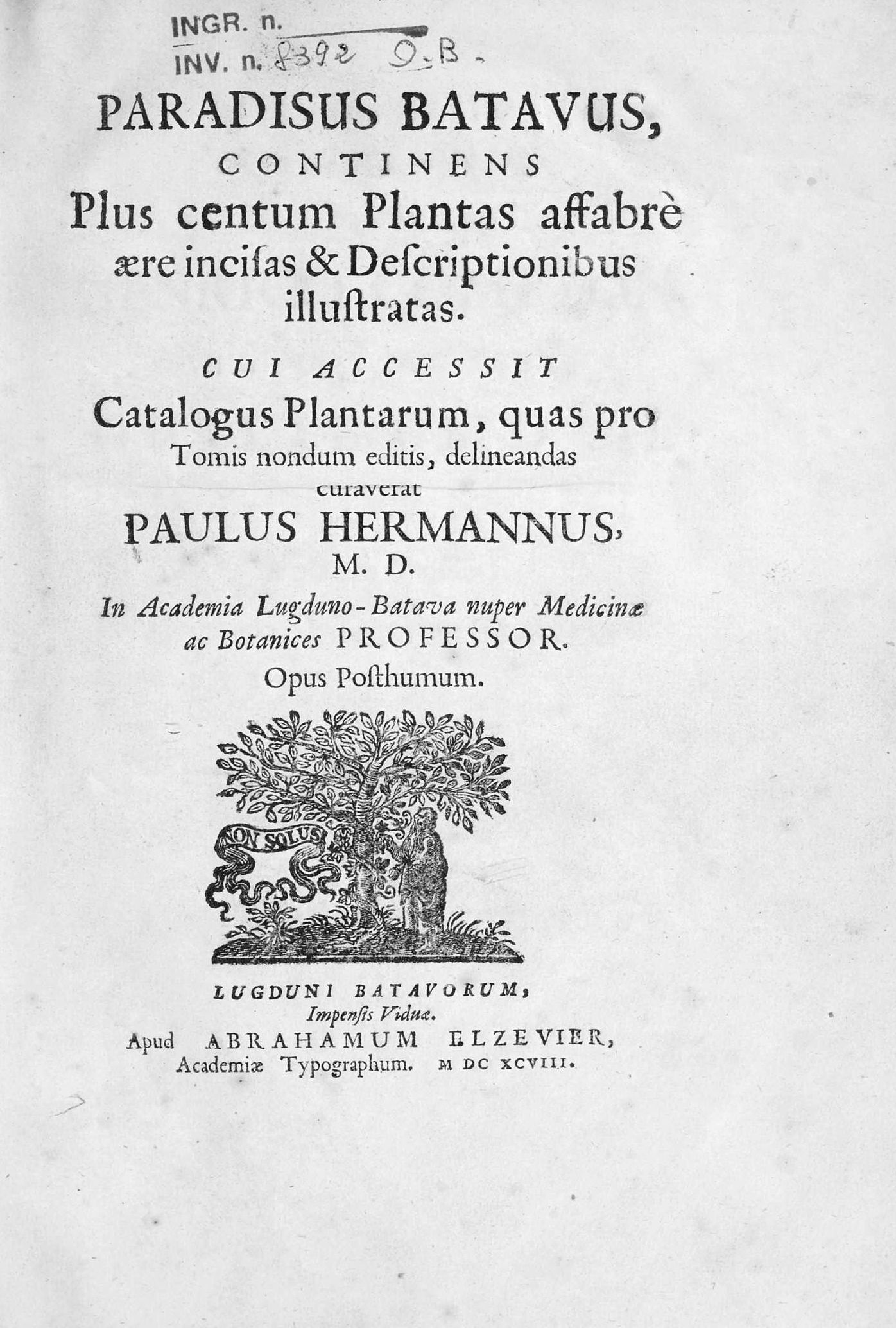
Titelseite des Paradisus batavus von 1698

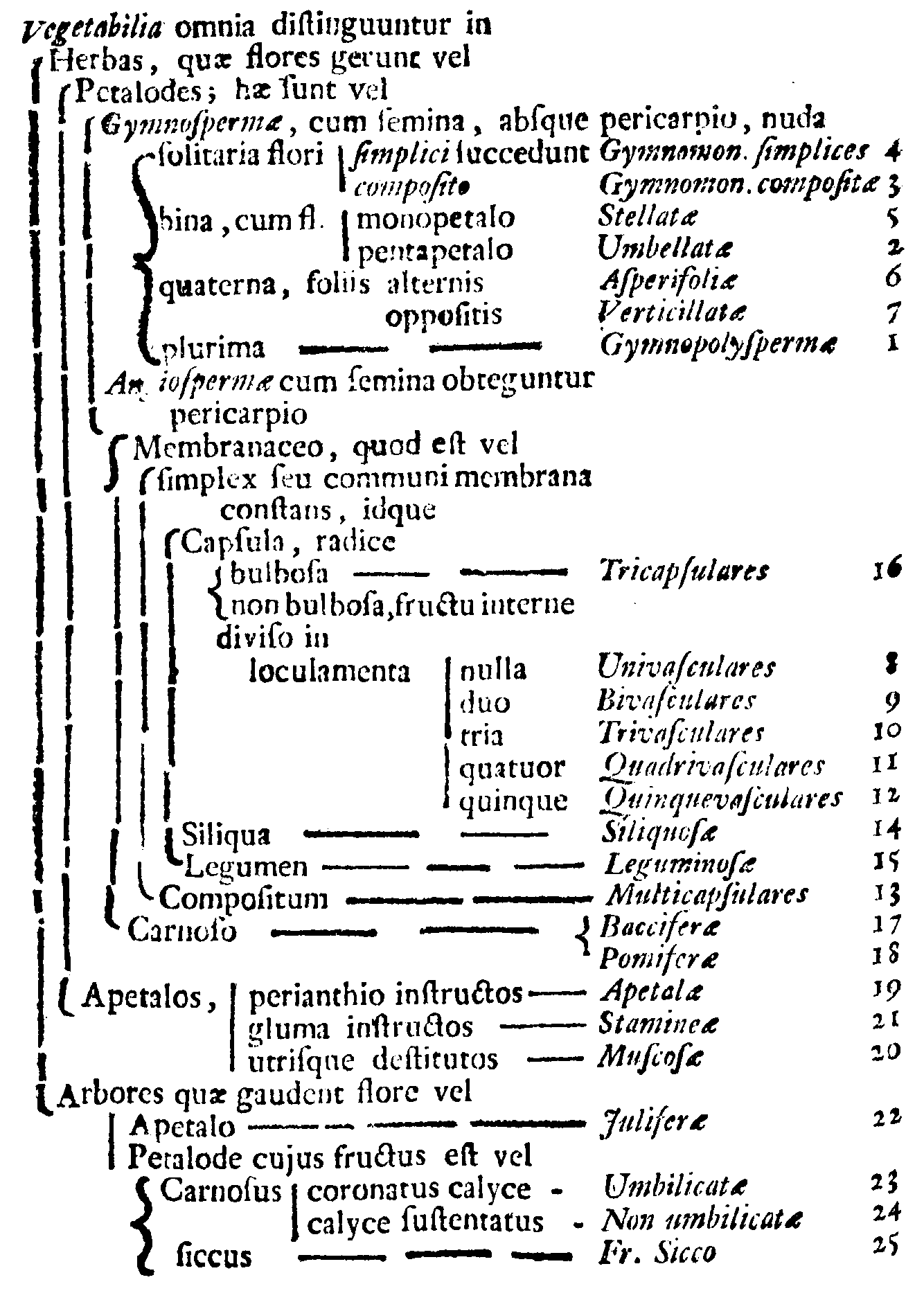
Schlüssel zur Systematik von Hermann in Linnés Classes Plantarum von 1738.

Sein Vater war Organist in der St.-Ulrich-Kirche und seine Mutter war die Tochter des Pfarrers der Kirche. Ursprünglich sollte er Theologie studieren, jedoch interessierte er sich bereits als junges Kind für die Pflanzenwelt. Ein Theologiestudium in Wittenberg brach er ab und wechselte zum Studium der Medizin. Er studierte neun Jahre lang in Leipzig, Jena, Leiden, Rom und in Padua. Im dortigen botanischen Garten lernte er verschiedene exotische Pflanzen kennen. 1670 erreichte er an der Universität Padua einen Doktortitel der Medizin und der Philosophie. Im Jahr 1671 setzte er sein Studium an der Universität Leiden fort. Der Direktor des botanischen Gartens, Arnold Sijen, empfahl Paul Hermann als Arzt der Vereinigten Ostindischen Kompanie.
1672 segelte er für die Vereinigte Ostindische Kompanie nach Ceylon (heute Sri Lanka) und sollte dort die Mitarbeiter von Ruhr, Malaria, Blattern und Pocken heilen. Er sammelte dort Pflanzen für befreundete Botaniker in Europa. Während seiner Abwesenheit von Leiden wurde er dort von Peter Hotton vertreten. 1677 kehrte Hermann zurück; man belohnte ihn am 21. November 1678 mit einer Berufung als Professor der Botanik an die Universität Leiden, wo er die letzten 15 Jahre seines Lebens den berühmten, von Carolus Clusius gegründeten Hortus academicus leitete. 1680 unternahm er erneut eine Reise nach Ceylon. Am 10. April 1686 erhielt er zudem die Professur der praktischen Medizin in Leiden und wirkte 1691/92 als Rektor der Universität. 1717 wurde sein Herbarium als Musaeum Zeylanicum veröffentlicht, Linné bezog sich in seiner Flora Zeylanica 1747 auf Hermanns Funde.

## Ehrungen
Joseph Pitton de Tournefort benannte ihm zu Ehren die Gattung Hermannia der Pflanzenfamilie der Malvengewächse (Malvaceae). Carl von Linné übernahm später diesen Namen.

## Schriften (Auswahl)
- Horti Academici Lugduno-Batavi Catalogus. 1687 (Digitalisat).
- Florae Lugduno-Batavae flores. 1690 (Digitalisat).
- Paradisus Batavus. 1698 (Digitalisat).
- Cynosura Materiae Medicae… Spoor, Straßburg 1710 (Digitalisat) – herausgegeben von Johann Sigismund Henninger.
  - Straßburg 1726 (Digitalisat).